# 情報通信エンジニアリング協会
一般社団法人情報通信エンジニアリング協会（いっぱんしゃだんほうじん じょうほうつうしんえんじにありんぐきょうかい）は、通信建設工事に関わる企業で構成されている業界団体。英語名称はInformation & Telecommunications Engineering Association of Japan、略称はITEA。元総務省所管。

## 概要
- 所在地：東京都渋谷区猿楽町3番3号
- 設立：1958年(昭和33年)1月17日
- 会長：加賀谷卓(コムシスホールディングス代表取締役社長)

## 沿革
- 1958年（昭和33年）1月17日 「社団法人電信電話工事協会」設立。
- 2009年（平成21年）1月19日 社団法人情報通信エンジニアリング協会に名称変更。
- 2012年（平成21年）4月1日 一般社団法人 情報通信エンジニアリング協会に移行。

## 会員企業

### 関東支部
- エクシオテック
- エクシオグループ
- 日本コムシス
- ミライト・ワン

### 信越支部
- TOSYS

### 東海支部
- シーキューブ
- NDS

### 北陸支部
- 北陸電話工事

### 関西支部
- 日本電通

### 中国支部
- ソルコム

### 四国支部
- 四国通建

### 九州支部
- 西部電気工業
- SYSKEN

### 東北支部
- 大和電設工業
- TTK

### 北海道支部
- つうけん

### 組織
- 関東支部
- 信越支部
- 東海支部
- 北陸支部
- 関西支部
- 中国支部
- 四国支部
- 九州支部
- 東北支部
- 北海道支部
- 事務局
  - 総務部
  - 第一技術部
  - 第二技術部
  - 研修部
    - 東日本研修センタ（埼玉県さいたま市岩槻区）
    - 西日本研修センタ（大阪府吹田市）

  - 西日本事業所